# Banco Bryggeri

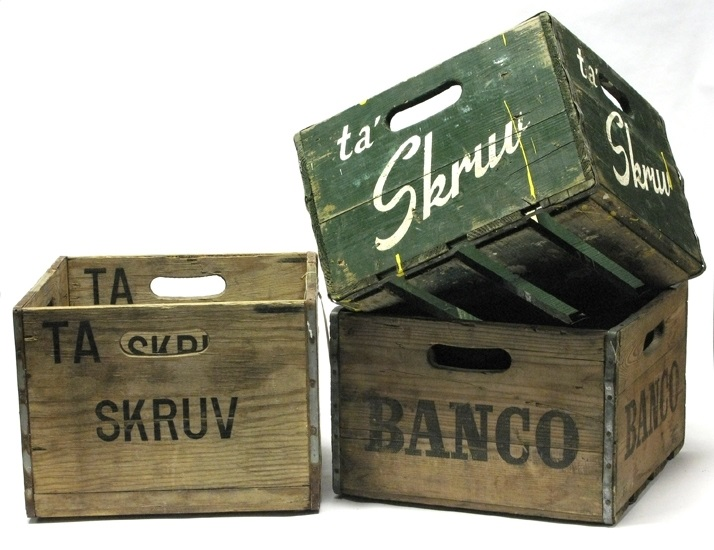
Ölbackar från Banco bryggeri

Banco Bryggeri Aktiebolag var ett svenskt bryggeri i Skruv. Bryggeriverksamheten startades ursprungligen 1876, då bryggaren Nils Fredrik Bylund köpte en tomt i Skruv och startade Bylunds Bryggeri. 
På 1930-talet bytte bryggeriet ägare och namnet blev Ångbryggeriet. I slutet av 1940-talet köptes bryggeriet av företaget Svagdricksbryggarna i södra Sverige och fick 1949 namnet Förbundsbryggeriet Södra Sverige. År 1968 bytte man till företagsnamnet Banco Bryggeri. I februari 1996 tillsattes Refaat El-Sayed som VD och ölmärket Banco Guld lanserades.  År 2002 köptes bryggeriet av Kopparbergs Bryggeri. År 2018 såldes bryggeriet, vars verksamhet hade legat nere en tid, till 13:e Protein Import som hade för avsikt att tillverka energidryck i lokalerna.
Bland varumärkena märktes lagerölen Tre skilling Banco och under 1990-talet Fagerhult.